# Поток-Великий (Свентокшиське воєводство)
Поток-Великий (пол. Potok Wielki) — село в Польщі, у гміні Єнджеюв Єнджейовського повіту Свентокшиського воєводства.
Населення — 444 особи (2011).
У 1975-1998 роках село належало до Келецького воєводства.

## Демографія
Демографічна структура на день 31 березня 2011 року:
|          | Загалом | Допрацездатний вік | Працездатний вік | Постпрацездатний вік |
| -------- | ------- | ------------------ | ---------------- | -------------------- |
| Чоловіки | 223     | 40                 | 154              | 29                   |
| Жінки    | 221     | 35                 | 126              | 60                   |
| Разом    | 444     | 75                 | 280              | 89                   |